# Alf Önnerfors
Alf Roland Önnerfors (* 30. November 1925 in Hovmantorp, Gemeinde Lessebo; † 22. Juni 2019 in Lund) war ein schwedischer klassischer und mittellateinischer Philologe.

## Leben
Alf Önnerfors arbeitete nach der Promotion als Universitätsdozent an der Universität Uppsala (1956–1962) und der Universität Lund; während dieser Zeit war er dreimal Vertretungsprofessor (1958, 1960 und 1962). 1963 folgte er einem Ruf an die Freie Universität Berlin, wo er eine ordentliche Professur bekleidete. 1970 wechselte er an die Universität zu Köln, wo er bis zu seiner Emeritierung (1991) als Professor für Mittellateinische Philologie am Institut für Altertumswissenschaften wirkte. Önnerfors war von 1973 bis 1997 ordentliches Mitglied der Nordrhein-Westfälischen Akademie der Wissenschaften, seit seinem Umzug nach Lund 1997 korrespondierendes Mitglied.
Alf Önnerfors war einer der führenden mittellateinischen Philologen des 20. Jahrhunderts. Er verfasste zahlreiche Monographien über mittellateinische Literatur, darunter auch kritische Editionen verschiedener Werke. Der von ihm herausgegebene Sammelband Mittellateinische Philologie: Beiträge zur Erforschung der mittelalterlichen Latinität ist, nicht zuletzt wegen der Auswahlbibliographie und der Register, zum Standardwerk geworden. Unter anderem befasste er sich auch mit der medizinischen Fachsprache des Mittelalters. Gemeinsam mit Fritz Wagner gab er 1973 eine Festschrift für seinen Kölner Amtsvorgänger Karl Langosch (1903–1992) heraus. Seine Kleinen Schriften erschienen 1998 unter dem Titel Classica et mediaevalia.

## Veröffentlichungen (Auswahl)
- als Herausgeber: Plinii Secundi Iunioris qui feruntur De medicina libri tres (= Corpus Medicorum Latinorum. 3). Akademie-Verlag, Berlin 1964.
- als Herausgeber: Physica Plinii Bambergensis. (Cod. Bamb. med. 2, fol. 93v–232r) (= Bibliotheca Graeca et Latina Suppletiora. 2). Olms, Hildesheim u. a. 1975, ISBN 3-487-05873-1 (Erstedition).
- als Herausgeber: Mittellateinische Philologie. Beiträge zur Erforschung der mittelalterlichen Latinität (= Wege der Forschung. 292). Wissenschaftliche Buchgesellschaft, Darmstadt 1975, ISBN 3-534-04957-8.